# Javin DeLaurier
Javin Que DeLaurier (Mission Viejo, 7 aprile 1998) è un cestista statunitense.

## Palmarès
- Campionato lituano: 1

Rytas: 2023-2024